# Иван Начев
Иван Начев е български политолог, експерт по политическа интеграция на Европейския съюз.

## Биография
Роден на 11 юни в Каварна. Завършва политология във Философския факултет на Софийския университет през 1993 г. Дипломната му работа е в областта на конституционното основополагане и регулиране на политическия живот. Има второ висше образование по културология. Специализира по европейска интеграция в Центъра за европейски изследвания и Центъра за европейско управление на Университета в Нотингам, Великобритания. Докторската му дисертация е в областта на политическата интеграция на Република България в Европейския съюз.
От 1993 г. е преподавател в Нов български университет, а малко по-късно и в Софийския университет „Св. Климент Охридски“. Интересите му са в областта на политическата теория и практика, европейските интеграционни теории и политически практики. Специалист е в областта на политическата интеграция на Европейския съюз и експерт по въпросите на свободното движение на хора в рамките на Европейския съюз.
Бил е директор на „Български наблюдател“ (списание за политически анализи и прогнози) и главен редактор на вестник Нова политика. Понастоящем е главен редактор на списание „Политически анализи“.
Заместник генерален директор на Фондация „21 век“. Президент на Политически кръг „Мисъл“. Член е на Българската асоциация по политически науки и на Института по публични политики и партньорство.
Бил е директор на магистърска програма „Европейска интеграция“ в НБУ, Ръководител на департамент „Политически науки“ на НБУ от 2012 до 2020 г., член на съвета на департамент „Политически науки“, на Центъра за социални практики и на Центъра за изследване на европейските ценности.
Сътрудник в Център Жан Моне по европейски политики.
Експерт в областта на политическата интеграция на Европейския съюз, интеграцията на България в него, консултант по процесите на усвояване на предприсъединителните инструменти и усвояването на средства по Оперативните програми на Република България.
Директор на магистърска програма по Европейско управление в Нов български университет.
Член е на Асоциацията за европейски изследвания (ECSA).
От 2021 г. е Изпълнителен директор на Българското училище за политика „Димитър Паница“.
Национален програмен директор за България на EVS.